# Janjawid

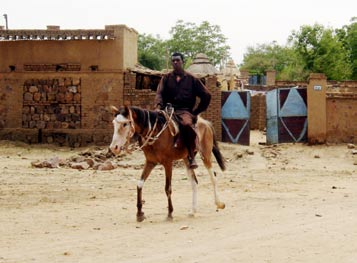
Beriden Janjawid

Janjawid (arabiska  جنجويد; för djinn på häst; även skrivet Janjaweed') är en svepande term för de beväpnade milisgrupper som är inblandad i Darfurkonflikten som är i västra Sudan, samt i delar av östra Tchad.
Enligt bland annat Amnesty är denna milisgrupp som består av flera arabiska klaner ansvarig för mängder av våldtäkter, mord, stympningar, tortyr och andra typer av kränkningar och övergrepp. USA:s utrikesdepartement benämnde handlingarna som folkmord 2004. Ledaren för Janjawid misstänks av USA:s utrikesdepartement vara Musa Hilal men detta förnekar han själv. Human Rights Watch hävdar att de har bevis för att Sudans regering samarbetar med Janjawid.